# Manfred Gelpke
Manfred Gelpke   (Dresden, 3 de març de 1940) és un remer alemany, ja retirat, que va competir sota bandera de la República Democràtica Alemanya durant la dècada de 1960.
El 1968 va prendre part en els Jocs Olímpics d'Estiu als Jocs de Ciutat de Mèxic, on guanyà la medalla de plata en la prova del quatre amb timoner del programa de rem. Formà equip amb Peter Kremtz, Roland Göhler, Klaus Jacob i Dieter Semetzky.
En el seu palmarès també destaquen tres campionats nacionals.